# Nothoscordum × borbonicum
Nothoscordum × borbonicum là một loài thực vật có hoa lai ghép trong họ Amaryllidaceae. Loài này được Kunth mô tả khoa học đầu tiên năm 1843.